# Bristol Blenheim (bommenwerper)

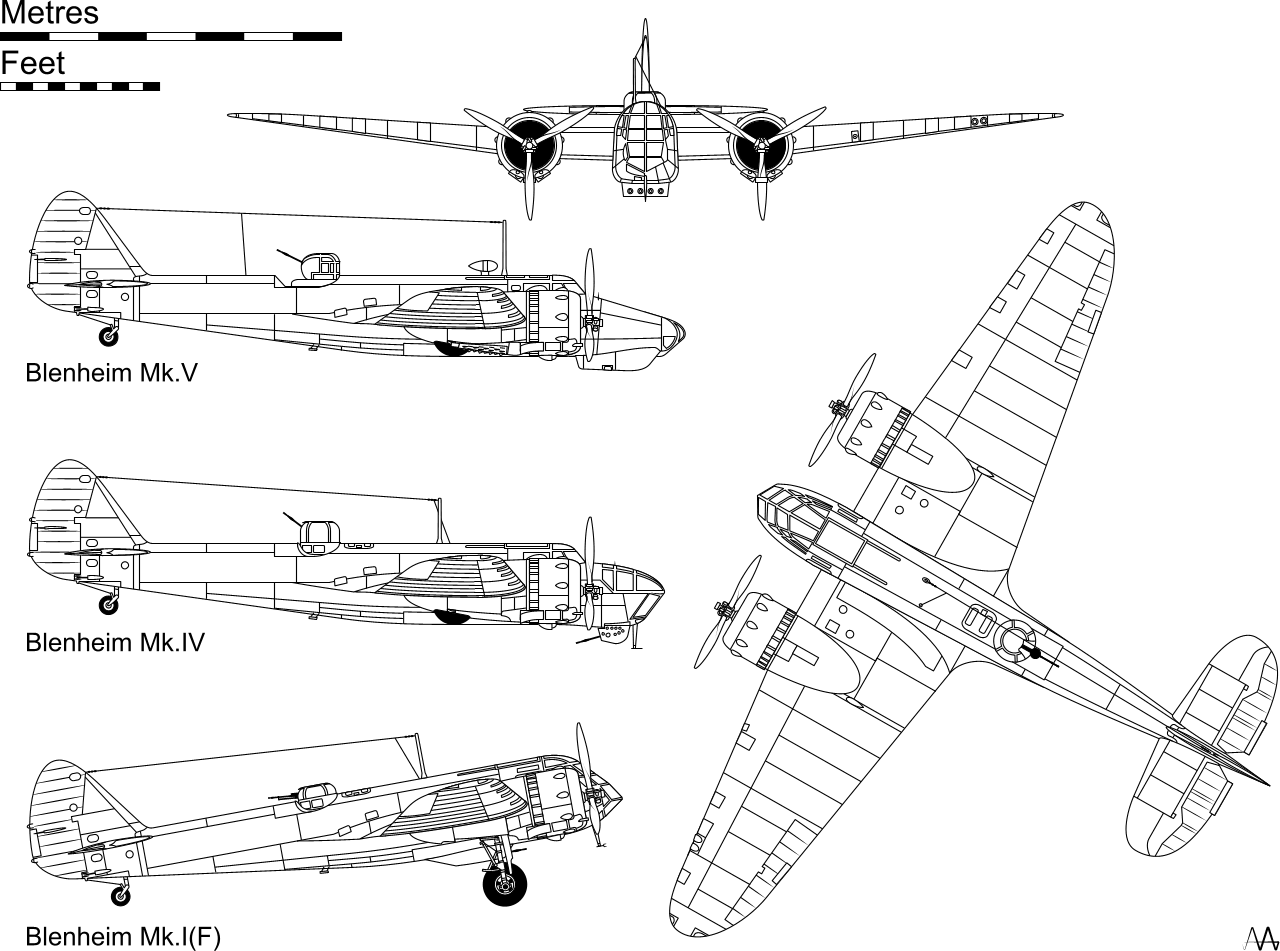
Bristol Blenheim

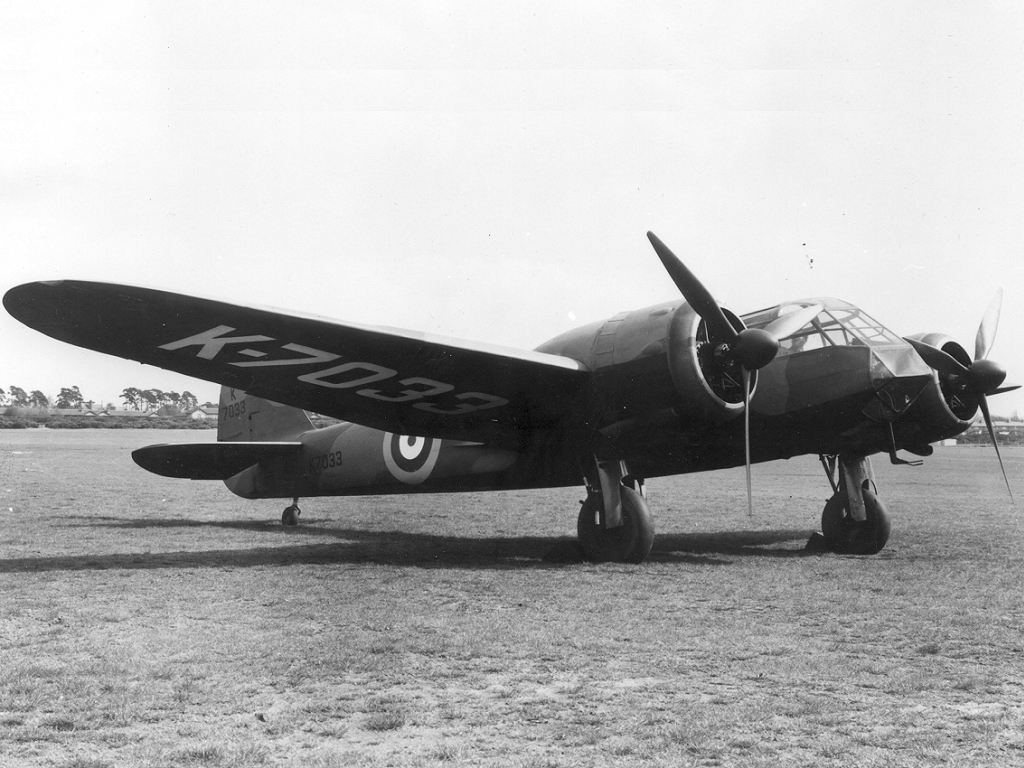
De Bristol Blenheim werd ook als dag- en nachtjager gebruikt

De Bristol Blenheim is een lichte bommenwerper, ontworpen en geproduceerd door de Britse vliegtuigfabrikant Bristol Aeroplane Company. Het toestel was tijdens de Tweede Wereldoorlog in gebruik bij de RAF. Daarnaast werd het toestel ook door de fabrikant Fairchild in Canada geproduceerd voor de Canadese luchtmacht.

## Ontwikkeling
Toen de Bristol Blenheim-bommenwerper in 1937 door de RAF in gebruik werd genomen, betekende dit voor de Britse vliegers een enorme vooruitgang - de Blenheim Mk I presteerde veel beter dan de 290 km/u snelle Hawker Hind tweedekker die hij moest vervangen. Hij liet zelfs de meeste jagers uit die tijd - veelal tweedekkers - achter zich. De driezitsbommenwerper, die aanvankelijk was ontwikkeld als de Type 142, een snel achtpersoonspassagiersvliegtuig, maakte in april 1935 zijn eerste vlucht. De Type 142 was als snel zakenvliegtuig besteld door krantenmagnaat Lord Rothermere en had de benaming 'Britain First' gekregen.
In augustus 1935 vaardigde het Air Ministry specificatie B28/35 uit, op grond waarvan het ontwerp, dat nu als Type 142M werd aangeduid, tot bommenwerper werd omgewerkt. Het toestel werd grondig aangepast: zo werd het van een laagdekker in een middendekker veranderd, om plaats te scheppen voor een bommenruim. De neus werd eveneens veranderd, zodat naast de vlieger ook de waarnemer/bomrichter een passende zitplaats kreeg. Het derde bemanningslid was een boordschutter, die in de midscheeps boven in de romp geplaatste geschutskoepel met 7,7mm Lewis-mitrailleur werd ondergebracht. Een in de rechtervleugel ingebouwde 7,7mm Browning mitrailleur werd door de vlieger bediend.
In september 1935 werd een eerste bestelling voor 150 Blenheim Mk I's geplaatst. In december 1936 volgde, na een reeks succesvolle proefvluchten, een tweede order voor 434 toestellen. In maart 1937 werd het op de basis Wyton gestationeerde No. 114 Squadron van 2 Group Bomber Command als RAF-squadron met de Blenheim Mk I uitgerust. In totaal werden 1134 Mk I's gebouwd, waarvan er in augustus 1939 1007 voor de rekening van de RAF kwamen. De snelle bommenwerper trok veel belangstelling in het buitenland: exportversies werden geleverd aan Griekenland, Finland, Turkije, Roemenië, Litouwen en Joegoslavië.

## Inzet en operaties
Aan het begin van de Tweede Wereldoorlog had de RAF de Mark I's grotendeels door Mark IV's vervangen. De Blenheim Mark IV bestond in feite uit een Mk I casco met twee Bristol Mercury XV-radiale motoren en driebladige, verstelbare De Havilland-propellers. De neus was vergroot en er waren meer inwendige brandstoftanks aangebracht.
Bij het uitbreken van de oorlog, in september 1939, beschikten de bommenwerpersquadrons van de RAF over 197 Blenheim Mk IV's. Op 3 september vloog een Blenheim IV van het op de basis Wyton gestationeerde No. 139 Squadron tijdens een verkenningsmissie als eerste RAF-vliegtuig boven Duits grondgebied. De volgende dag namen Blenheims van het No.107 en het No.110 Squadron deel aan de eerste offensieve acties die de RAF in de oorlog uitvoerde. Zonder succes vielen ze daarbij marine-installaties in de monding van de Elbe aan. Ten minste drie bommen troffen het slagschip Admiral Scheer, maar kwamen niet tot ontploffing. Vier van de vijf toestellen van het No.107 Squadron gingen verloren, de bemanningen waren de eerste vliegers van Bomber Command die in de Tweede Wereldoorlog sneuvelden.
Korte tijd later, bij aanvallen op schepen op de Noordzee, leden Blenheims zware verliezen omdat hun defensieve bewapening tekortschoot. De toestellen werden daarop met vijf mitrailleurs uitgerust. In totaal werden in Engeland 1930 Mk IV's gebouwd. De meeste Blenheims van de No.2 Group werden in 1941 door Douglas Bostons en De Havilland Mosquito's vervangen.
De laatste in Engeland gebouwde versie van de Blenheim was de Mk V. Daarvan werden ruim 940 exemplaren geproduceerd, merendeels voor tropische omstandigheden aangepaste VD versies. Deze toestellen moesten in Noord-Afrika de grondtroepen van het Britse 8e Leger ondersteunen. Omdat de Blenheims absoluut niet tegen de Duitse Messerschmitt Bf 109's opgewassen waren, werden ze al gauw door Amerikaanse Baltimores en Lockheed Ventura's vervangen.
In Canada bouwde Fairchild 676 Blenheims voor de Canadese luchtmacht. Deze versies werden aangeduid als de Bolingbroke Mk I tot Mk IV. In Finland bleef de Blenheim tot 1956 in gebruik.